# Vaso del Dipylon
Il vaso del Dípylon o anfora del Dípylon è un'anfora funeraria greca, prototipo dello stile tardo geometrico, ritrovata nella necropoli ateniese del Dipylon e datata al 760-750 a.C. circa. È considerato il capolavoro del Maestro del Dipylon ed è conservato nel Museo archeologico nazionale di Atene.

## Storia
L'anfora era destinata ad essere usata come séma (plur. sémata), ovvero come "segnale" per la sepoltura di una nobile donna ateniese, appartenente ad una famiglia importante che poté permettersi di commissionare il vaso funerario dotato di simili dimensioni monumentali, il più antico a noi giunto. Il vaso, che poteva ricevere le libagioni versate dalle persone in lutto, aveva funzione essenzialmente commemorativa e funeraria: era ad un tempo il segno della tomba della nobildonna e un monumento alla sua memoria. Il tipo di vaso era determinato dalla tradizione: nel secolo precedente, quando gli ateniesi usavano cremare i loro morti, per le ceneri delle donne si usavano le anfore, per quelle degli uomini i crateri.

## Descrizione e stile
L'anfora è completamente ricoperta di disegni ornamentali astratti e motivi tradizionali ripetuti. La formula più semplice e frequente è costituita da una fascia di due o tre sottili linee orizzontali che può presentarsi combinata con altri moduli per formare formule più complesse. La complessità aumenta nei pressi delle anse, nella fascia più importante, e poi di nuovo diminuisce. Sono presenti tre fasce a meandro semplice, due a meandro doppio e solamente una a meandro triplo. Questi meandri alternano motivi alla greca, decorazioni a zig zag, denti di lupo, losanghe e ovuli.
Anche le figure di animali sono trattate come formule: i cervi che pascolano e le capre che si inginocchiano sul collo del vaso sono i primi due fregi continui con animali e saranno seguiti da migliaia di fregi simili; sono moduli e funzionano come le fasce ornamentali, le capre ad esempio voltano la testa indietro e sopra se stesse quasi ad imitare il movimento del meandro che torna su di sé.
La decorazione che si trova nella parte centrale dell'anfora si chiama prothesis, o lamento funebre. Il Maestro del Dipylon ha ridotto al minimo la differenza tra la parte pittorica e la parte astratta trasformando la figura umana in motivo geometrico e la rappresentazione in uno schema. Nel modo in cui ha realizzato le 39 figure umane che abitano la zona dei manici (otto in un pannello sul retro, 6 sotto ciascun manico, 19 nella próthesis sul fronte) è possibile evidenziare alcune variazioni: nella próthesis il cadavere, esattamente al centro dell'intero vaso, e le due donne inginocchiate sotto di lei apparentemente indossano abiti, due figure all'estrema sinistra portano spade e quindi sono uomini, tra le figure è presente un bambino rappresentato come un adulto in miniatura. Le distinzioni sono minime, la maggior parte delle figure del Maestro del Dipylon sono essenzialmente la stessa figura suddivisa in forme astratte e, come la stessa anfora, sottoposta all'ordine di un canone proporzionale. La testa è un piccolo cerchio con una protuberanza all'altezza del mento, l'altezza di testa e collo è metà dell'altezza del tronco, il busto (mostrato frontalmente) è un triangolo con bastoncini al posto delle braccia. Il corpo è quasi tagliato in vita e alle ginocchia: le distanze tra vita e ginocchio e tra ginocchia e piedi sono praticamente identiche. La silhouette del Dipylon con le sue articolazioni è la somma di parti distinte e matematicamente correlate.
Nella rappresentazione della scena viene evitata la sovrapposizione delle figure. La coperta a scacchi che dovrebbe ricoprire il cadavere della nobildonna è mostrata come una tenda tesa al di sopra del suo corpo con il bordo inferiore che ne segue la linea in modo da non confondersi con esso. Tutte le figure sono poste sullo stesso piano; i dolenti che si trovano a fianco del letto funebre in realtà lo circondavano in un pianto rituale. Allo stesso modo, le figure sotto il feretro si trovavano di fronte ad esso. Attraverso l'appiattimento dello spazio quasi niente risulta nascosto o implicito.

## Tecnica
Il vaso a causa delle dimensioni è stato costruito in sezioni riunite in un secondo momento; l'angolo acuto, formato dall'incontro tra la forma ovoidale del corpo e la forma cilindrica del collo, è stato lasciato in evidenza. Il ceramista infine ha aggiunto due maniglie doppie. La struttura sembra rispondere ad un preciso schema proporzionale: l'altezza è doppia della larghezza, il collo è la metà dell'altezza del corpo. La parte pittorica è stata eseguita con una soluzione di argilla e acqua, che sarebbe diventata scura dopo la cottura del vaso.